# Rambay
Rambay is een bestuurslaag in het regentschap Sukabumi van de provincie West-Java, Indonesië. Rambay telt 3639 inwoners (volkstelling 2010).